# ماساکی تسوکانو
ماساکی تسوکانو (انگلیسی: Masaki Tsukano؛ زادهٔ ۱۲ اکتبر ۱۹۷۰) بازیکن فوتبال اهل ژاپن است.
از باشگاه‌هایی که در آن بازی کرده‌است می‌توان به باشگاه فوتبال ویسل کوبه و باشگاه فوتبال توکیو اشاره کرد.